# Acatzingo de Hidalgo
Acatzingo de Hidalgo är en kommunhuvudort i Mexiko.   Den ligger i kommunen Acatzingo och delstaten Puebla, i den sydöstra delen av landet, 150 km öster om huvudstaden Mexico City. Acatzingo de Hidalgo ligger 2 150 meter över havet och antalet invånare är 22 386.
Terrängen runt Acatzingo de Hidalgo är lite kuperad. Runt Acatzingo de Hidalgo är det tätbefolkat, med 319 invånare per kvadratkilometer. Närmaste större samhälle är Tecamachalco, 12,1 km söder om Acatzingo de Hidalgo. Trakten runt Acatzingo de Hidalgo består till största delen av jordbruksmark.